# Un rey en Nueva York
Un rey en Nueva York (A King in New York) es una película de cine británico. Fue estrenada el 12 de septiembre de 1957 con guion, dirección, actuación, producción y música de Charles Chaplin.
Actuaron también Dawn Addams, Maxine Audley, Jerry Desmonde, Oliver Johnston y Michael Chaplin. La película, que muestra con tono satírico ciertos aspectos de la sociedad y la política de Estados Unidos, fue producida en Europa donde Chaplin residía desde 1952 ante la prohibición de ingresar a los Estados Unidos y no fue exhibida en este país hasta el 21 de diciembre de 1973.

## Reparto
- Charles Chaplin ...	Rey Shahdov
- Maxine Audley	... 	Reina Irene
- Jerry Desmonde ...	Primer ministro Voudel
- Oliver Johnston ...	Embajador Jaume
- Dawn Addams	... 	Ann Kay - Experto en televisión
- Sid James	... 	Johnson - Avisador de televisión
- Joan Ingram	... 	Mona Cromwell - Presentadora
- Michael Chaplin... 	Rupert Macabee
- John McLaren	... 	Macabee (papá de Rupert)
- Phil Brown	... 	Director
- Harry Green	... 	Abogado Green
- Robert Arden	... 	Mozo de servicio
- Alan Gifford	... 	Director de escuela
- Robert Cawdron... 	Comisario
- George Woodbridge... 	Miembro de la Comisión de Energía Atómica.
- Clifford. Buckton Miembro de la Comisión de Energía Atómica.
- Vincent Lawson Miembro de la Comisión de Energía Atómica.
- Sham Wallis Cantante
- Joy Nichols Cantante
- Nicholas Tannar Mayordomo
- George Truzzi Comediante
- Laurie Lupino Lane Comediante
- Macdonald Parke

## Sinopsis
Debido a una revolución ocurrida en su país, el Rey Igor Shahdov (Charles Chaplin) llega a Nueva York casi sin dinero, con sus valores robados por su propio primer ministro. Trata de contactar con la Comisión de Energía Atómica para transmitirles sus ideas acerca de usar ese tipo de energía para crear una utopía. En una cena, parte de la cual era televisada en directo sin que él lo supiera, revela que tenía una cierta experiencia en el teatro. Se le propone hacer anuncios en televisión y la idea no le agrada, pero acepta hacer algunos para obtener dinero. Invitado a hablar en una escuela progresista se encuentra con Rupert Macabee, representado por Michael Chaplin, editor del periódico escolar,  un historiador de diez años que le da un firme alegato anarquista. Aunque el mismo Rupert dice que desconfía de todas las formas de gobierno sus padres son comunistas. A continuación Shahdov pasa a ser sospechoso de comunista y debe concurrir a una de las audiencias del Comité de Actividades Antiamericanas.
Es absuelto de todos los cargos y decide reunirse con la reina, su esposa, en París para una reconciliación. Pero los padres de Rupert son encarcelados y las autoridades fuerzan al niño a revelar los nombres de los amigos de sus padres. Apenado y cargado de culpa es presentado al rey Shahdov como un "patriota". El Rey le consuela y lo invita a visitarlo con sus padres en Europa.

## Comentario
Además de condenar los métodos de la Comisión, la película satiriza el mercantilismo norteamericano, la música popular y el cine. Una escena de la cena incluye una serie de retratos satíricos de actores y figuras públicas, incluyendo a Sophie Tucker; y el rey asiste al preestreno de la película ¿Hombre o mujer? (Glen or Glenda).

## Recepción
La película fue bien acogida en Europa pero la falta de distribución en Estados Unidos afectó fuertemente su impacto comercial. Incluso hoy día los aficionados y los críticos están totalmente divididos acerca de los méritos de la película. Algunos la consideran un fracaso en tanto para otros es la obra maestra de Chaplin.